# 紫乃先生〆切前!
『紫乃先生〆切前!』（しのせんせいしめきりまえ）は、王嶋環による日本の4コマ漫画作品。『まんがホーム』（芳文社）にて『紫乃先生（美）録』（しのせんせいマルびろく）のタイトルで2009年10月号から11月号にかけてゲスト掲載され、2010年1月号より2012年5月号にかけて本格連載、単行本全2巻2011年1月号より、タイトルを現題に改題した。『まんがホーム』以外にも『まんがタイムスペシャル』（芳文社）2010年7月号、および2011年2月号にゲスト掲載されている。

## 登場人物

### 敷島家
敷島紫乃（しきしま しの）
ヒロイン。敷島家の長女。小説家であり、そのルックスの良さから地元小倉町の書店やメディア等では「美人小説家」として取り上げられている。そのルックスで男性を中心に人気を博しており、地元の小倉町商店街ではファンクラブもできるほどであるが、一方で心無い者からは「顔だけの小説家」などと揶揄されることもある。しかし本人はそういった評判をほとんど気にしておらず、むしろ自分の美しさを誇っており、その維持のために化粧やエステ等を欠かさず、時には利用する事もある。一方で外面を気にするようなところがあり、少しの外出や急な来客の時でも化粧など身なりを整えないと気が済まない。反面、家族や担当の清野など親しい者の前では眼鏡にジャージ姿という、だらしない姿であり、また部屋も汚い。小説のネタに詰まったりすると逃げたがる悪癖があるが、長年の担当である清野からはことごとく見抜かれており、直前で止められる事も多い。裏表の激しい性格ではあるが、長年の付き合いのある清野には恋愛感情を抱いているためか弱く、清野の何気ない発言にときめいてしまう事もある。現実逃避も多いが小説家としての仕事には真剣で、そういったところを清野や和泉から尊敬されている。
普段はエッセイ等を書いているが、一方で清野シノブ（きよの シノブ）のペンネームを持ち、エッセイ担当の清野の勤める出版社とは別の出版社で成人向け小説を書いており、そちらではシリーズ累計50万部を飛ばすヒットを獲得している。ただしこの事は清野には秘密にしており、秘密を知るのは弟の和泉のみである。
敷島和泉（しきしま いずみ）
敷島家の長男。紫乃の弟。小倉高校に通う高校生。本作品におけるツッコミ役であり、姉の紫乃の奇行にツッコミを入れたりしている。紫乃には自分の過去や秘密をネタに小説を書かれたり、時にはそのネタで脅されて言う事を聞かされたりと頭が上がらない。紫乃に何かとこき使われてはいるが、紫乃への悪口に怒ったり、紫乃が体調を崩した時には心配する事もあり、姉弟の仲は良好である。
高校の同級生や地元の商店街の若い店員達からは紫乃の弟という立場であることを羨ましがられているが、紫乃の裏を知っている和泉はそういった意見に冷ややかである。紫乃の弟だけあって顔は似ており、女物のカツラを被っただけで同級生にときめかれるほど。紫乃に仕込まれた経験から他人には親切であり、潜在的にモテる素養はあるが、本人はそういった点に気付いていない。また美人の姉を間近に見てきたためか、高校の可愛い女子を目の前にしてもさほど興味を示さなかったりするが、一方でエロ本を隠し持っていたり、桜のデート発言にドキドキするなど、思春期の男子高校生らしいところもある。
敷島彰子（しきしま - ）※名前の読み不明
紫乃と和泉の母。作品中では和泉と共に紫乃の裏を知っている数少ない人間であり、紫乃に対して怒る事のできる唯一の人間。ただし、当の紫乃には彼女の怒りもカエルの面に小便なところがあり、屁理屈を言われて逃げられたりするなど威厳はあまりない。一方で周りにちやほやされる事の多い紫乃には、彼女の怒りが癒しになっているところもある。
敷島条一（しきしま - ）※名前の読み不明
紫乃と和泉の父。娘である紫乃を「紫乃ちゃん」と呼んで溺愛しており、その溺愛ぶりは成人した紫乃の写真をパソコンのデスクトップ画面にするほど。小説家となった娘を全面支援しているが「会社勤めしなくていいので、余計な男が寄ってこなくて済む」のも理由。娘を溺愛するあまり、担当の清野であろうと男が近づくことを許さない。商社の専務であり、紫乃のサイン会へ参加するために役員の権力を使って抜け出すなど、しばしば権力の濫用を行う。

### その他の人物
清野祥（きよの - ）※名前の読み不明
紫乃のデビュー当時からの担当。長年の付き合いで紫乃の事をよく知っており、彼女の扱い方が上手く、間近で見ている和泉からは師匠と仰がれている。その発言は時として紫乃に恋愛的な発言と勘違いさせてしまう事が多いが、一方ではそれを分かっていて利用しているフシもある。長く担当として面倒を見てきただけあって紫乃に対して強い思い入れと敬意を持っており、紫乃の事を馬鹿にされると不機嫌になったりする。紫乃の事を女性として見ていない訳ではないが、担当編集という立場と紫乃のファンという自認から、紫乃に対して恋愛感情を明らかにはしていない。
伊勢桜（いせ さくら）
和泉の同級生の女の子。紫乃の著作を全部読むほどの大ファンであり、紫乃を「お姉様」と呼んで慕うなど、彼女への敬愛は深い。同級生にからかい半分で「和泉と結婚すれば紫乃の妹になれる」と言われたのを本気にし、紫乃の妹となるべく一方的に和泉の彼女になる。
三儀貴子（さんぎ たかこ）
推理小説家。女性。さばけた性格。雑誌の書評において紫乃の作品を「友情描写が足りず、友達がいないのではないか」と辛辣なコメントを下していたが、実際はファン心理ゆえの厳しい評価であった。パーティーの場で直接紫乃と出会って意気投合し、以降は紫乃の親友になる。
小倉町商店街紫乃先生ファンクラブ
魚近（魚屋）のトシ、花屋の輔（すけ）、精肉屋のみっちゃんの3人の若者で構成されている紫乃のファンクラブ。「和泉の将来の義兄」を自認しており、身内以外で紫乃に近づく男には容赦しない。なお、この3人は清野とも飲み友達であるが、彼らは清野が紫乃の想い人であることには気付いていない。

## 単行本
- 王嶋環『紫乃先生〆切前!』 芳文社〈まんがタイムコミックス〉、全2巻
  1. 2011年1月22日第1刷発行（2011年1月7日発売[2]）、ISBN 978-4-8322-6926-2
  2. 2012年6月22日第1刷発行（2012年6月7日発売[2]）、ISBN 978-4-8322-5084-0